# Гурники (гміна Юзефув)
Гурники (пол. Górniki) — село в Польщі, у гміні Юзефув Білґорайського повіту Люблінського воєводства.
Населення — 337 осіб (2011).
У 1975-1998 роках село належало до Замойського воєводства.

## Демографія
Демографічна структура станом на 31 березня 2011 року:
|          | Загалом | Допрацездатний вік | Працездатний вік | Постпрацездатний вік |
| -------- | ------- | ------------------ | ---------------- | -------------------- |
| Чоловіки | 182     | 41                 | 113              | 28                   |
| Жінки    | 155     | 36                 | 72               | 47                   |
| Разом    | 337     | 77                 | 185              | 75                   |